# Digeshultasjön
Digeshultasjön är en sjö i Halmstads kommun i Halland och ingår i Nissans huvudavrinningsområde. Sjön är 9,5 meter djup, har en yta på 0,216 kvadratkilometer och är belägen 162 meter över havet. Vid provfiske har abborre och gädda fångats i sjön.

## Delavrinningsområde
Digeshultasjön ingår i det delavrinningsområde (631130-132819) som SMHI kallar för Ovan Maabäcken. Medelhöjden är 144 meter över havet och ytan är 24,58 kvadratkilometer. Det finns inga avrinningsområden uppströms utan avrinningsområdet är högsta punkten. Lillån som avvattnar avrinningsområdet har biflödesordning 2, vilket innebär att vattnet flödar genom totalt 2 vattendrag innan det når havet efter 30 kilometer. Avrinningsområdet består mestadels av skog (71 procent) och sankmarker (16 procent). Avrinningsområdet har 0,25 kvadratkilometer vattenytor vilket ger det en sjöprocent på 1 procent.